# Břvany
Břvany är en ort i Tjeckien.   Den ligger i regionen Ústí nad Labem, i den nordvästra delen av landet, 60 km nordväst om huvudstaden Prag. Břvany ligger 218 meter över havet och antalet invånare är 330.
Terrängen runt Břvany är platt åt sydväst, men åt nordost är den kuperad.Runt Břvany är det tätbefolkat, med 530 invånare per kvadratkilometer. Närmaste större samhälle är Most, 12,8 km nordväst om Břvany. Trakten runt Břvany består till största delen av jordbruksmark.